# Adapidae
De Adapidae zijn een familie van uitgestorven primaten, die leefden in het Eoceen. Het was een hoofdzakelijk Europese groep met slechts enkele vertegenwoordigers in Azië en Noord-Amerika.

## Kenmerken
De dieren hadden een flexibele rug en beweeglijke poten met grote tenen en duimen die waren voorzien van nagels in plaats van klauwen aan de voeten. Met hun ontwikkelde grijporganen konden ze zich vrij gemakkelijk in bomen verplaatsen. De dieren hadden een korte snuit, met ogen die vooraan op de kop stonden. De hersenen waren goed ontwikkeld. De Adapidae en Lemuridae hadden een door gleuven verdeelde vochtige neusspiegel, waardoor ze door taxonomen soms samen in een groep, de Strepsirrhini ('spleetneuzen'), werden ondergebracht.

## Leefwijze
Deze herbivore dieren leefden in bosrijke gebieden, waar ze boven op takken liepen en renden.

## Vondsten
Fossielen zijn bekend uit Noord-Amerika, Europa, Azië en Afrika.

## Taxonomie
- - Geslacht: Cantius † Simons 1962
  - Geslacht: Cryptadapis † Godinot 1984
  - Geslacht: Microadapis † Szalay 1974
  -  Geslacht: Sivaladapis † Gingerich & Sahni 1979
- Onderfamilie: Adapinae † Trouessart 1879
  - Geslacht: Adapis † Cuvier 1822
  - Geslacht: Adapoides † Beard et al. 1994
  - Geslacht: Leptadapis † Gervais 1876
  - Geslacht: Magnadapis † Godinot & Couette 2008
  -  Geslacht: Protoadapis † Lemoine 1878